# HD 68988
Násti eller HD 68988 är en ensam stjärna belägen i den norra delen av stjärnbilden Stora björnen. Den har skenbar magnitud av ca 8,20 och kräver åtminstone en stark handkikare eller ett mindre teleskop för att kunna observeras. Baserat på parallax enligt Gaia Data Release 2 på ca 16,4 mas, beräknas den befinna sig på ett avstånd på ca 199 ljusår (ca 61 parsek) från solen. Den rör sig närmare solen med en heliocentrisk radialhastighet på ca -69 km/s.

## Nomenklatur
HD 68988 fick på förslag av Norge, namnet Násti i NameExoWorlds-kampanjen som 2019 anordnades av International Astronomical Union. Násti betyder stjärna på nordsamiska.

## Egenskaper
HD 68988 är en gul till vit stjärna i huvudserien av spektralklass G0 V. Den har en massa som är ca 1,2 solmassor, en radie som är ca 1,1 solradier och har ca 1,3 gånger solens utstrålning av energi från dess fotosfär vid en effektiv temperatur av ca 5 900 K.

## Planetsystem
Det finns två exoplaneter, HD 68988 b upptäckt 2002och HD 68988 c upptäckt 2006,, som cirkulerar kring stjärnan. 
| Planet | Massa           | Halv storaxel (AE) | Siderisk omloppstid (d) | Excentricitet   | Inklination | Radie |
| ------ | --------------- | ------------------ | ----------------------- | --------------- | ----------- | ----- |
| b      | ≥1,86 ± 0,16 MJ | 0,0704 ± 0,0041    | 6,27711 ± 0,00021       | 0,1249 ± 0,0087 | -           | -     |
| c      | 5 -20 MJ        | 5 - 7              | 4000 - 22000            | ?               | -           | -     |